# Чернский уезд
Че́рнский уе́зд — административно-территориальная единица в составе Белгородской и Тульской губерний Российской империи и РСФСР, существовавшая в 1727—1924 годах. Уездный город — Чернь.

## География

### Географическое положение
Расположен в юго-западной части Тульской губернии; граничит на западе с Мценским уездом Орловской губернии. Фигура уезда напоминает четырехугольник, значительно вытянутый от запада к востоку. Наибольшее протяжение уезда по направлению от севера к югу приблизительно 50 верст, с запада на восток — от 80 до 85 верст. Площадь уезда равна 2 619 кв. верстам.

### Рельеф
Чернский уезд, особенно восточная его часть, где находится водораздел между системами рек Зуши и Упы, занимает наиболее возвышенную часть Тульской губернии. Высшая точка (1 017 футов над уровнем моря) находится, по-видимому, в селе Раеве.

### Гидрография
Рек в уезде хотя и довольно много, но все они незначительны; большинство их принадлежит бассейну реки Оки (из них более замечательны: Зуша и Плава, принадлежащие уезду своими верховьями, и Чернь) и только истоки некоторых речек (из них более значительна Ситова Меча), близ восточной границы уезда, относятся к системе Дона. Озер в уезде нет; болотистые пространства незначительные, исключительно по берегам рек, особенно в их верховьях.

### Геология
Чернский уезд принадлежит к числу лучших чернозёмных уездов губернии; преобладающая почва — деградированный чернозём, а в западной части — серая суглинистая. Местами встречается известковый камень, а по реке Снежеди — белая и синяя глины, служащие для выделки горшков и другой посуды. Местами встречаются железные руды. Так, на кустарно-промышленной выставке, бывшей в городе Туле в 1900 г., из Чернского уезда были экспонированы образцы железных руд из сел Красивого, Красной Дубровки, из Липецкого, Соковнинского и Слободского рудников и из села Огничного. Встречается каменный уголь, близ села Большого Скуратова.

## История
Чернский уезд известен с допетровских времён. В 1708 году уезд был упразднён, а город Чернь отнесён к Киевской губернии (в 1719 году при разделении губерний на провинции отнесён к Орловской провинции). В 1727 году уезд в составе Орловской провинции был восстановлен, а сама провинция отошла к Белгородской губернии. 
В 1777 году уезд был отнесён к Тульскому наместничеству. 
В 1796 году при образовании Тульской губернии уезд был ликвидирован, в 1802 году — восстановлен. 
К августу 1924 года уезд разделён на 5 районов: Алексеевский, Липицкий, Мещеринский, Тургеневский, Чернский. Сам уезд был ликвидирован, а его районы вошли в состав Крапивенского уезда.

## Административное деление
В 1890 году в состав уезда входило 24 волости.
| № п/п | Волость                  | Волостное правление       | Число селений | Население |
| ----- | ------------------------ | ------------------------- | ------------- | --------- |
| 1     | Алексеевская             | с. Одинцово               | 14            | 4390      |
| 2     | Бобриковская             | с. Болгары                | 20            | 3437      |
| 3     | Бредихинская             | с. Медвежье               | 33            | 4559      |
| 4     | Велье-Никольская         | с. Велье-Никольское       | 16            | 3453      |
| 5     | Волче-Дубровская         | с. Волчья Дубрава         | 17            | 3103      |
| 6     | Дупенская                | с. Дупны                  | 21            | 4363      |
| 7     | Липицкая                 | с. Новые Горки            | 18            | 5554      |
| 8     | Луженская                | с. Лужны                  | 43            | 6634      |
| 9     | Мало-Скуратовская        | с. Алексеевское           | 17            | 3455      |
| 10    | Мещеринская              | с. Мещериново-Рождествено | 13            | 4827      |
| 11    | Никольско-Вяземская      | с. Николо-Вяземское       | 16            | 3718      |
| 12    | Покровская               | с. Покровское             | 15            | 4445      |
| 13    | Раевская                 | с. Раево                  | 20            | 4746      |
| 14    | Селезневская             | с. Селезнев-Колодец       | 22            | 3500      |
| 15    | Сергиевская на Зуше      | с. Спасское-Сергиево      | 25            | 4357      |
| 16    | Синдеевская              | с. Синдеево               | 28            | 4508      |
| 17    | Скородинская             | с. Скородное              | 20            | 4704      |
| 18    | Спасская                 | с. Спасское               | 26            | 4516      |
| 19    | Теплинская               | с. Большое Тёплое         | 20            | 4568      |
| 20    | Троицкая на Филиной Зуше | с. Троицкое               | 16            | 3790      |
| 21    | Троицко-Богуринская      | с. Троицкое-Бачурино      | 26            | 3721      |
| 22    | Тургеневская             | с. Стекольная Слободка    | 40            | 5826      |
| 23    | Чернско-Слободская       | сл. Казачья               | 13            | 4660      |
| 24    | Языковская               | с. Языково                | 15            | 2888      |

В 1913 году в уезде также было 24 волости.

## Население
В 1902 году в уезде числилось 129 016 жителей (63 618 мужчин, 65 398 женщин). По плотности населения Чернский уезд, вместе с Ефремовским уездом, является слабозаселенным уездом Тульской губернии: на 1 кв. версту приходится только по 49 человек, средняя же плотность населения по губернии — 62 человека. Население великорусское.
Селений, по обследованию 1893 года, было 514, а в них сельских обществ 473; крестьянского мужского населения приходилось на общество 109,1, на селение 100,4, на 1 двор 3,3 души (соответствующие цифры для всей губернии были: 142,8, 150,5 и 3,4). Крупных селений было мало; лишь в 1 селении имелось до 1,5 тыс. жителей.
В 4 верстах от города Чернь, на реке Снежеди, расположено село Тургенево, бывшее родовое имение И. С. Тургенева. Окрестности села Тургенева и, в частности, находящийся недалеко от него на реке Снежеди Бежин Луг описаны в «Записках охотника» (рассказ «Бежин луг»).

## Экономика

### Землевладение
По исследованию центрального статистического комитета 1887 г., всей земли в Чернском уезде оказалось 262 024 десятины, в том числе:
- пахотной 210 839 (80,5 %)
- сенокосной и пастбищной 19 137 (7,3 %)
- лесной 15 419 (5,9 %)
- остальной удобной 10 597 (4,0 %)
- неудобной 6 032 (2,3 %)

Надельные крестьянские земли составляли 43,1 % общего числа земель, частновладельческие 55,4 %, казённые 0,1 %, остальных учреждений 1,4 %. Из 145178 десятин частновладельческой земли принадлежат: дворянам 77,5 %, купцам 11,9 %, мещанам 3,2 %, крестьянам 5,8 %, остальным сословиям 1,6 %. Средний размер одного владения: у дворян 316 десятин, у купцов 222 десятины, у мещан 39 десятин, у крестьян 23 десятины, у остальных сословий 75 десятин, в среднем для всех частновладельческих земель 154 десятины.
По исследованию, произведенному в 1899 г. М. Кашкаровым и охватившему приблизительно 9/10 всех крестьянских общин, в Чернском уезде нераспаханной земли только 14,1 % всей надельной площади (в среднем для всей губернии соответствующая величина 16,7 %). На каждого едока приходится по 0,89 десятины распаханной земли (по губернии — 0,84 десятины). На каждую душу наличного населения приходится земли надельной, купчей и арендованной, взятых вместе, по 1,29 десятины (по губернии — 1,24 десятины). 80,9 % всей эксплуатируемой крестьянами земли падает на долю надельной земли, 6,0 % — на купчую, 13,1 % — на арендованную. Безземельные дворы уже в 1893 г. составляли 3,5 % всех крестьянских дворов.

### Земледелие
Крестьянское хозяйство трехпольное; земля пашется почти исключительно сохами, лишь кое-где встречаются плуги конные и ручные молотилки, а отчасти и ручные веялки, которые распространены у крестьян довольно сильно, причем молотилки в некоторых селениях даже изготовляются кустарным способом. Частновладельческое хозяйство, в большинстве имений, поставлено недурно, а в некоторых — даже образцово. В озимом поле высевается почти исключительно одна рожь, яровые поля засеваются: овсом — 77 %, гречихой — 4 %, просом — около 2 %, чечевицей — 2 %, картофелем — 10 %, коноплей — около 3 %; остальные яровые хлеба высеваются в ничтожном количестве.
Чернский уезд принадлежит к числу наиболее хлебородных уездов Тульской губернии. В среднем за 6 лет (1895—1900 гг.) годовой чистый сбор продовольственных хлебов (без овса, картофеля и масличных), за вычетом семян, равнялся для всего уезда 2597 тыс. пудов, что составляет по 24,7 пудов на 1 душу сельского населения. Соответствующая цифра для всей Тульской губернии — 20,9 пудов.

### Скотоводство
К 1 января 1902 г. числилось в уезде (не считая города Чернь) лошадей 35588, рогатого скота 21974 головы, овец простых 102932, тонкорунных 3227, свиней 13900, коз 57. По исследованию М. Кашкарова, в 1899 г. оказалось 20,0 % безлошадных крестьянских дворов (по губернии — 21,4 %), 20,2 % дворов, не имевших крупного рогатого скота (по губернии — 38,5 %), и 12,6 % дворов, не имевших своего земледельческого инвентаря (по губернии — 14,2 %). На 1 двор приходилось лошадей 1,5, крупного рогатого скота 0,9, мелкого скота по 5,1 голов (соответствующие цифры для всей Тульской губернии — 1,4, 1,0 и 4,6). 77,4 % крестьянских дворов, занимающихся земледелием, обрабатывают свою землю исключительно сами, 6,0 % принанимают летних и отчасти годовых работников, 16,6 % дворов сдают обработку земли на сторону.

### Промыслы
В известной связи с безлошадностью и недостатком у крестьян земледельческого инвентаря находится и отход части крестьянского населения на разные промыслы в другие губернии: в 1901 г. уходило на промыслы 11429 мужчин и 4767 женщин, причем отношение уходящих на заработки к постоянному сельскому населению уезда — 12,8 % (по губернии — 17,3 %). Из местных промыслов более развито изготовление крестьянского домашнего сукна. В 1901 г. выдано 446 промысловых свидетельств.

### Промышленность
В 1901 г. в Чернском уезде было 8 винокуренных заводов со 195 рабочими и производством на 266 тыс. руб., 5 картофельно-крахмальных заводов (50 рабочих, 11 тыс. руб.), 1 картофельно-паточный завод (9 рабочих, 1 тыс. руб.) и 1 завод для выделки земледельческих орудий (5 рабочих, 1 тыс. руб.).

### Торговля
Пунктами сбыта (базарами) для сельскохозяйственных произведений Чернского уезда служат село Сергиевское Крапивинского уезда на Московско-Курской железной дороге (с 1949 г. Плавск Плавского района), город Чернь, город Мценск Орловской губернии (на Московско-Курской железной дороге), село Никитское и село Ивановское на реке Ситовой Мече. Последние два пункта незначительны. Избытки хлеба вывозятся по двум железным дорогам: Московско-Курской, пересекающей западную часть уезда, и по линии Смоленск-Богоявленск (общества Рязанско-Уральской железной дороги), прорезывающей на небольшом лишь протяжении северную окраину уезда. В 1900 г. со станций Московско-Курской железной дороги отправлено хлеба (тыс. пудов): с Самозванки 317, со Скуратова 193, с Крестов 642 и с Черни 560; в 1901 г. со станции Горбачево Рязанско-Уральской железной дороги — 11 тыс. пудов. Ржи отправлено 442 тыс. пудов, овса 1018 тыс. пудов, муки ржаной 191 тыс. пудов, семени конопляного 30 тыс. пудов.

## Медицина и образование
Больниц две, земских, на 18 кроватей, и железнодорожный приемный покой при станции Скуратово, Московско-Курской железной дороги. 3 земских медицинских участка.
Народное образование поставлено плохо. В 1901 г. в Чернском уезде было 3 начальных народных училища министерства народного просвещения, со 134 мальчиками и 22 девочками, 78 церковно-приходских школ (2800 мальчиков и 562 девочки) и 1 частное начальное училище (34 мальчика и 9 девочек). Уездное земство все свои школы уже много лет тому назад передало в ведение духовенства и ограничивается выдачей незначительной субсидии духовному ведомству и отчасти министерству народного просвещения. 2 небольшие народные библиотеки, организованные недавно на средства покойного Ф. Ф. Павленкова.

## Налоги и сборы
В 1898 г. годовой оклад по прямым казённым налогам составлял 222394 руб., поступило только 74792 руб.; к 1 января 1899 г. осталось в недоимке 785350 руб. По исследованию М. Кашкарова, 87,3 % всех крестьянских дворов имеют недоимку, превышающую размер годового оклада (в среднем для всей Тульской губернии процент этот равен 58,3 %). По отчету губернатора на 1 января 1902 г. общая цифра недоимок за крестьянским населением по казённым платежам достигла 992 тыс. руб. По смете расходов уездного земства на 1903 г. назначено 95400 руб., из них на содержание земского управления 8700 руб., на народное образование 8900 руб., на медицину 20700 руб. Главная статья доходов земства — обложение земель и лесов — 59800 руб., или 61 % всех сметных доходов. По раскладке уездного и губернского земского сбора на 1903 г. 1 десятина земли в среднем обложена по 23,4 коп.

## Уездные предводители дворянства[6]
| Фамилия, Имя, Отчество                  | Чин                              | Года      |
| --------------------------------------- | -------------------------------- | --------- |
| Горчаков Николай Иванович (князь)       | Секунд-майор                     | 1777-1783 |
| Лавров Василий Степанович               | Секунд-майор                     | 1783-1786 |
| Афремов Иван Никитич                    | Бригадир                         | 1786-1789 |
| Арсеньев Александр Иванович             | Тайный советник                  | 1789-1795 |
| Лутовинов Иван Иванович                 | Секунд-майор                     | 1795-1801 |
| Скуратов Пётр Алексеевич                | Ротмистр                         | 1801-1806 |
| Беклемишев Пётр Никифорович             | Майор                            | 1806-1807 |
| Тургенев Николай Алексеевич             | Гвардии прапорщик                | 1807-1814 |
| Чебышев Дмитрий Николаевич              | Штабс-ротмистр                   | 1814-1817 |
| Хозиков Пётр Иванович                   | Коллежский асессор               | 1817-1829 |
| Сухотин Николай Петрович                | Коллежский регистратор           | 1829-1832 |
| Ботвиньев Дмитрий Александрович         | Капитан                          | 1832-1838 |
| Минин Василий Петрович                  | Действительный статский советник | 1838-1840 |
| Тургенев Николай Николаевич             | Штабс-ротмистр                   | 1840-1846 |
| Сухотин Пётр Николаевич                 | Артиллерии капитан               | 1846-1852 |
| Минин Василий Петрович                  | Действительный статский советник | 1852-1858 |
| Чижов Павел Алексеевич                  | Генерального штаба поручик       | 1858-1873 |
| Долинино-Иванский Илиодор Андреевич     | Действительный статский советник | 1873-1883 |
| Арсеньев Николай Петрович               | Гвардии поручик                  | 1883      |
| Волков Николай Николаевич               | Гвардии подпоручик               | 1883-1888 |
| Долинино-Иванский Илиодор Андреевич     | Действительный статский советник | 1888-1892 |
| Левицкий Павел Иванович                 | Коллежский секретарь             | 1892-1897 |
| Сухотин Алексей Николаевич              | Действительный статский советник | 1897-1903 |
| Офросимов Александр Павлович            | Губернский секретарь             | 1903-1906 |
| Дельвиг Александр Александрович (барон) | Губернский секретарь             | 1906-1907 |
| Сумароков Константин Владимирович       | Коллежский асессор               | 1907-     |